# Redondavenator
Redondavenator (betekent 'Redondaformatie-jager') is een geslacht van uitgestorven Sphenosuchia, een soort basale crocodylomorfen, de clade die de krokodilachtigen en hun naaste verwanten omvat. Het is bekend van een gedeeltelijke bovenkaak en linkerschoudergordel, gevonden in rotsen van de Redondaformatie uit het Laat-Trias (Norien-Rhaetien) in het noordoosten van New Mexico. Het valt op door zijn grote formaat; de minimale geschatte schedellengte voor het holotype-individu is zestig centimeter. Dit maakt het de grootste crocodylomorf uit het Trias die ooit is gevonden.

## Ontdekkingsgeschiedenis
Redondavenator is gebaseerd op holotype NMMNH P-125615, een gedeeltelijke voorste schedel en bijbehorende gedeeltelijke linkerschouderblad en ravenbeksbeen. Deze fossielen werden verzameld tijdens een van de expedities van het New Mexico Museum of Natural History and Science naar de Redondaformatie van Quay County, New Mexico in de jaren 1980 en 1990. Ooit werd gedacht dat ook een gedeeltelijke onderkaak erbij hoorde, maar die bleek afkomstig te zijn van een phytosauriër. De fossielen werden gevonden in een conglomeraatlaag hoog in de formatie, boven lacustriene schalies met fossielen van semionotide vissen. Het conglomeraat wordt geïnterpreteerd als puin dat van een meerrand naar beneden stroomde.
Redondavenator werd in 2005 benoemd door Sterling Nesbitt, Irmis, Spencer Lucas & Adrian Hunt. De typesoort is Redondavenator quayensis. De geslachtsnaam combineert een verwijzing naar de Redondaformatie met een Latijn venator, 'jager'. De soortaanduiding verwijst naar naar Quay County. Het geconserveerde deel van de schedel omvat de premaxillae (snuitpunt) en delen van de maxillae (de belangrijkste tanddragende botten van de bovenkaak) en neusbeenderen, voor de fenestra antorbitalis.

## Beschrijving
De geschatte oorspronkelijke lengte van de schedel is zestig centimeter maar de bewaarde lengte meet maar een kwart daarvan. Dat duidt op een lichaamslengte van ruwweg vijf meter. 
De praemaxilla heeft een lange achterste tak. Het raakt de rand van het neusgat. Het neusbeen is naar voren en bezijden verbreed. De tanden hebben lange wortels. Ze zijn iets overdwars afgeplat met ongeveer twintig kartelingen per vijf strekkende millimeter. De eerste twee maxillaire tanden waren niet groter dan de premaxillaire. De vierde en vijfde tand van het bovenkaaksbeen waren vergroot, vooral de vijfde. Ribbels, talrijke putten en ander reliëfs waren aanwezig op het oppervlak van de in zijaanzicht spitse snuit, zowel op de praemaxilla, het bovenkaaksbeen als het neusbeen. De fenestra antorbitlis liep tot minstens de zesde maxillaire tand naan achteren door. De interne vleugel van het bovenkaaksbeen is verbreed.
De schouderbotten waren robuust. Het schouderblad heeft een goed ontwikkelde richel voor de aanhechting van de musculus deltoides scapularis. Ook het ravenbeksbeen is robuust met een uitzonderlijk lange tak achter het schoudergewricht. Dat wijst op krachtige voorpoten.

## Fylogenie
Nesbitt en collega's beschreven hun nieuwe geslacht als een basaal lid van de Sphenosuchia. 

## Levenswijze
Ze interpreteerden het als het vervullen van een grote rol als roofdier op het land dat leeg was achtergelaten door het uitsterven van de Rauisuchia.